# Avadis Tevanian
 (janvier 2021).
Si vous disposez d'ouvrages ou d'articles de référence ou si vous connaissez des sites web de qualité traitant du thème abordé ici, merci de compléter l'article en donnant les références utiles à sa vérifiabilité et en les liant à la section « Notes et références ».
Avadis « Avie » Tevanian (né en 1961) est un scientifique américain d'origine arménienne.
Il fait ses études à l'Université Carnegie-Mellon, et avec Richard Rashid (en), co-créé le noyau Mach sur lequel sont basés Mac OS X et iOS[Quand ?]. Ancien de NeXT, Avadis Tevanian, dit « Avie », est l'ancien vice-président de la branche logiciels d'Apple, chargé du développement du système d'exploitation de 1997 à 2006. Ami proche de Steve Jobs, il était le supérieur de Bertrand Serlet, ce dernier l'ayant remplacé après le départ d'Avie en 2006.
Elle fait d'abord face au noyau ChorusOS de Chorus Systèmes, société fondée par Hubert Zimmermann et basée dans la ville nouvelle de Saint-Quentin-en-Yvelines, à Montigny le Bretonneux, dont l'effectif atteint 70 personnes au début des années 1990.
Serlet et Tevanian ont tous les deux lancé le projet secret, à la demande de Steve Jobs, d'équiper des Sony Vaio de Mac OS X. Accompagnés du PDG d'Apple, ils proposent alors aux dirigeants de Sony, en 2001, lors d'une partie de golf à Hawaii, une démonstration de Mac OS X sur le modèle le plus cher qu'ils ont acquis. Mais les ventes de Vaio, sous Windows, commencent tout juste à décoller, ce qui rend réticents les dirigeants de Sony. Le projet est finalement abandonné.
En mai 2006, il rejoint la société Tellme Networks (en), puis le fonds d'investissement NextEquity Partners en 2021.